# Jetfly
 "Jet" omdirigeres hertil. For tankstationskæden, se JET.
Et jetfly er en flyvemaskine, som drives frem af en eller flere jetmotor(er). 
Mange trafik- og militærfly er i dag jetdrevne, fordi denne fremdriftsform sammenlignet med propelfly giver bedre præstationer med hensyn til hastighed, højde og økonomi. Den nødvendige fremdriftskraft ved vandret flyvning med konstant hastighed bestemmes af luftmodstandens størrelse, hvorfor større flyvehøjde er fordelagtig, fordi luften er "tyndere" (færre antal luftmolekyler per volumen atmosfærisk luft) jo højere oppe i atmosfæren man befinder sig. Enkelte spionfly fløj i højder op til 30 km. 
Almindelige passagerfly flyver normalt i højder over 10 km og typisk med hastigheder omkring 80-90 procent af lydens hastighed (Mach 1), men der har fra sidste fjerdedel af det 20. århundrede været anvendt overlydsfly, hvoraf det bedst kendte overlydspassagerfly er det engelsk-franske Concorde, som havde en rejsehastighed på to gange lydens hastighed (Mach 2). Denne type er imidlertid taget ud af drift, så for tiden findes ingen overlydspassagerfly. Der er adskillige projekter om fremtidige overlydspassagerfly, men endnu ingen, der formodes at komme i tjeneste i de næste mange år. De fleste militære jagerfly kan flyve med overlydshastighed - også kaldet "supersonisk".
Det første turbojetfly var det tyske Heinkel He178 Strahlflugzeug, som fløj første gang 27. august 1939.
| Luftfart | Spire Denne artikel om flyvning er en spire som bør udbygges. Du er velkommen til at hjælpe Wikipedia ved at udvide den. |